# Dziuba (Lubliniec)
Dziuba – dzielnica Lublińca znajdująca się w zachodniej części miasta. Graniczy z dzielnicami: Wymyślacz, Zagłówek i Wiłkowice. Dominuje tam zabudowa jednorodzinna.